# Baronía de Rio Preto

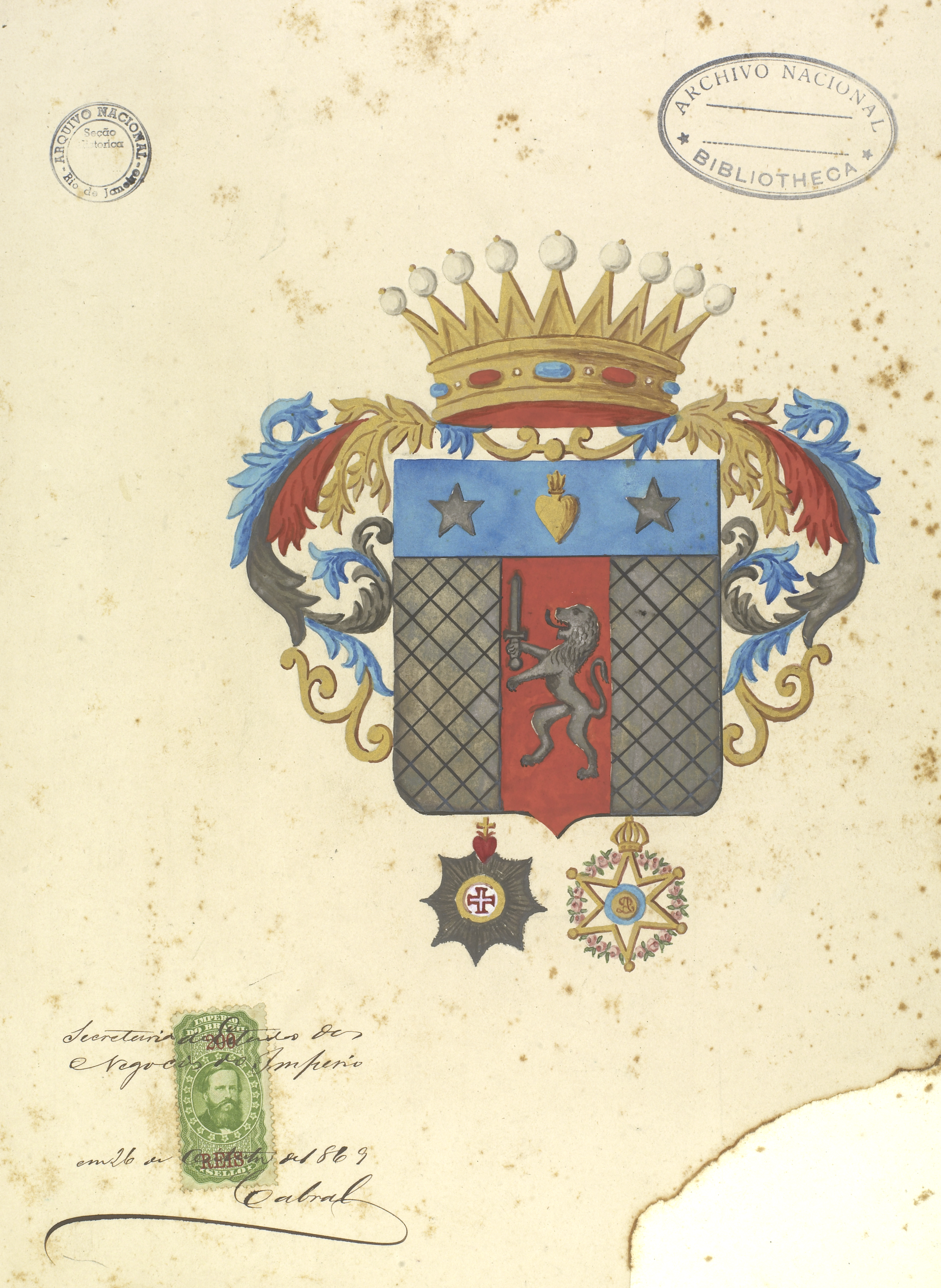
Escudo de Armas de Domingos Custódio Guimarães, Barón y Vizconde de Rio Preto

Barão de Rio Preto es un título nobiliario brasileño que fue otorgado a Domingos Custódio Guimarães por decreto de 6 de diciembre de 1854, por Pedro II de Brasil.
Titulares
1. Domingos Custódio Guimarães (1802–1868) – primer vizconde grandioso de Río Preto;[1][2]
2. Domingos Custódio Guimarães Filho (?–1876) – hijo del primero.[3][2]